# Alexandr Zaviálov
Alexandr Alexándrovich Zaviálov –en ruso, Александр Александрович Завьялов– (Moscú, URSS, 2 de junio de 1955) es un deportista soviético que compitió en esquí de fondo. 
Participó en dos Juegos Olímpicos de Invierno, obteniendo tres medallas, bronce en Lake Placid 1980, en la prueba de 50 km, y dos platas en Sarajevo 1984, en los 30 km y el relevo (junto con Alexandr Batiuk, Vladimir Nikitin y Nikolai Zimiatov).
Ganó tres medallas en el Campeonato Mundial de Esquí Nórdico, en los años 1980 y 1982.
Fue condecorado con la Orden de Lenin (1983) y con la Medalla de la Distinción Laboral.

## Palmarés internacional
| Juegos Olímpicos   | Juegos Olímpicos             | Juegos Olímpicos  | Juegos Olímpicos |
| Año                | Lugar                        | Medalla           | Prueba           |
| ------------------ | ---------------------------- | ----------------- | ---------------- |
| 1980               | Lake Placid (Estados Unidos) | Medalla de bronce | 50 km            |
| 1984               | Sarajevo (Yugoslavia)        | Medalla de plata  | 30 km            |
| 1984               | Sarajevo (Yugoslavia)        | Medalla de plata  | Relevo 4 × 10 km |
| Campeonato Mundial |                              |                   |                  |
| Año                | Lugar                        | Medalla           | Prueba           |
| 1980               | Lake Placid (Estados Unidos) | Medalla de bronce | 50 km            |
| 1982               | Oslo (Noruega)               | Medalla de oro    | Relevo 4 × 10 km |
| 1982               | Oslo (Noruega)               | Medalla de plata  | 15 km            |